# Завод хімії хлору в Убеді
Завод хімії хлору в Убеді — колишній виробничий майданчик хімічного спрямування на півдні Іспанії.
Вже станом на другу половину 1950-х компанія Electroquímica Andaluza (EASA) мала невеликий завод електролізу в районі станції Лінарес-Баеcа (Linares-Baeza), який міг виробляти 750 тонн хлору та 850 тонн каустичної соди на рік.
В 1971 (за іншими даними — 1972) році EASA запустила в Убеді (та ж провінція Хаен, але за пару десятків кілометрів на південний схід від Лінарес-Баеcа) значно потужніший майданчик. Він так само провадив електроліз розчину хлориду натрію та продукував хлору, каустичну соду, металевий натрій, а також соляну кислоту та гіпохлорит натрію. Є відомості, що майданчик міг продукувати 24 тисячі тонн хлору на рік.
В 1989-му EASA опинилась під контролем Energías e Industrias Aragonesas (EIASA), що володіла значно потужнішими заводами хімії хлору в Таррагоні та Сабіньяніго.
В 1991-му завод в Убеді припинив свою діяльність, а в 1993-му була ліквідована і сама EASA.
В подальшому проти EASA були подані судові позови від колишніх співробітників, чиє здоров'я постраждало через недотримання заходів безпеки на заводі, який використовував небезпечний ртутний метод електролізу. Відповідальними у заподіянні шкоди була визнана як EASA, так і її материнські структури — EIASA та група Uralita, що володіла EIASA.